# Windows RT
Windows RT — мобільна операційна система, розроблена Microsoft. Вона є версією Windows 8 та Windows 8.1 збудованою для 32-бітної архітектури ARM (ARMv7). Вперше оприлюднена в січні 2011 року на Consumer Electronics Show. Була офіційно запущена разом з Windows 8 26 жовтня 2012 року. Вийшло три пристрої на базі Windows RT, включаючи оригінальний планшетний ПК Microsoft Surface. На відміну від Windows 8, Windows RT доступна лише як попередньо завантажене програмне забезпечення на пристроях, спеціально розроблених для операційної системи (OEM).
Корпорація Майкрософт створила Windows RT, щоб скористатися ефективністю енергоспоживання архітектури, для збільшення тривалості роботи акумулятора, використовуючи системи «на мікросхемі» (SoC), щоб використати більш тонкі пристрої та забезпечити «надійний» досвід роботи. На відміну від інших мобільних операційних систем Windows RT також підтримує відносно велику кількість наявних USB- периферійних пристроїв та аксесуарів, включає в себе версію Microsoft Office 2013, оптимізовану для пристроїв ARM як попередньо завантажене програмне забезпечення. І хоча Windows RT успадковує зовнішній вигляд та функціональність Windows 8, однак має ряд обмежень; і може працювати лише з програмним забезпеченням, яке має цифровий підпис Microsoft.
Windows RT отримала суперечливі відгуки від критиків. Деякі вважають, що пристрої Windows RT мають переваги перед іншими мобільними платформами (такими як iOS або Android) через пакет програмного забезпечення та можливість використовувати більшу кількість USB-периферійних пристроїв і аксесуарів, але платформу критикували за погану екосистему програмного забезпечення, посилаючись на те, що рання версія Windows Store мала несумісність із існуючим програмним забезпеченням Windows, та інші обмеження в порівнянні з Windows 8.
Критики та аналітики вважали, що Windows RT є комерційно невдалим продуктом, посилаючись на ці обмеження, і на те, що його незрозуміле, неконкурентоспроможне положення — недостатньо потужна система між Windows Phone та Windows 8. Покращення мобільних процесорів Intel, поряд з рішенням Microsoft, видалити плату за ліцензію OEM для Windows, на пристроях з екранами розміром менше 9 дюймів, стимулювали ринок бюджетного користувача Wintel. Ці пристрої значною мірою канібалізували Windows RT; виробники почали припиняти виробництво пристроїв з Windows RT через поганий продаж. А погані продажі планшета Surface на основі ARM в свою чергу стали причиною того, що менше ніж через рік після випуску Microsoft понесла збитки в розмірі 900 мільйонів доларів США. Лише два пристрої Windows RT, Microsoft Surface 2 та Nokia Lumia 2520 в кінці 2013 року, були випущені за межами п'яти оригінальних пристроїв запуску, і жоден аналог Windows RT для Surface Pro 3 не був випущений через перестановку лінії Surface на ринок високого класу та перехід на архітектуру Intel для Surface 3. Ці події залишили сумнів щодо майбутньої підтримки платформи Microsoft. З лютого 2015 року, припинилося виробництво Surface 2 і Lumia 2520. Microsoft та її дочірні компанії більше не виробляють жодних пристроїв з Windows RT.
Шляху оновлення до Windows 10 для пристроїв, на яких працює Windows RT, не існує. Windows 10 Mobile на базі Windows Phone була створена для використання на майбутніх планшетах та смартфонах з архітектурою ARM. Згодом Microsoft оголосила, що також буде підтримувати настільну версію Windows 10 на пристроях архітектури ARM (зокрема, ноутбуках), з емуляцією архітектури IA-32 для забезпечення сумісності з існуючим програмним забезпеченням.

## Історія
На виставці споживчої електроніки 2011 року було офіційно оголошено, що наступна версія Windows забезпечить підтримку впроваджень системи на мікросхемі (SoC) на основі архітектури ARM. Стівен Синофський, тодішній президент підрозділу Windows, продемонстрував ранню версію порту Windows для архітектури під кодовою назвою Windows на ARM (WoA), який працює на прототипах з Qualcomm Snapdragon, Texas Instruments OMAP та Nvidia Tegra 2. У прототипах були представлені робочі версії Internet Explorer 9 (з підтримкою DirectX через GPU Tegra 2), PowerPoint та Word, а також використання драйверів класу для дозволу друку на принтері Epson. Синофський вважав, що перехід до дизайнів SoC — це «природна еволюція обладнання, яке застосовується до широкого спектра форм-факторів», тоді як генеральний директор Microsoft Стів Балмер наголосив на важливості підтримки SoC на Windows, заявивши, що операційна система буде «скрізь на будь-якому пристрої без компромісів».
Первісна розробка WoA відбулася шляхом перенесення коду з Windows 7 ; Смартфони Windows Mobile були використані для тестування ранньої версії WoA через відсутність легкодоступних планшетів на основі ARM. Пізніше тестування проводили за допомогою спеціально розробленого масиву систем, заснованих на стійці ARM. Зміни в кодовій базі Windows були внесені з метою оптимізації ОС для внутрішнього обладнання апаратів ARM, але також використовується ряд технічних стандартів, які традиційно використовуються системами x86. Пристрої WoA використовуватимуть програмне забезпечення UEFI та матимуть програмний модуль Trusted Platform Module для підтримки шифрування пристрою та захищеного завантаження UEFI . ACPI також використовується для виявлення та управління пристроями підключення та відтворення та забезпечення управління живленням поза SoC. Щоб увімкнути більш широку апаратну підтримку, периферійні пристрої, такі як пристрої інтерфейсу людини, сховища та інші компоненти, які використовують з'єднання USB та I²C, використовують драйвери класу та стандартизовані протоколи. Windows Update служить механізмом оновлення всіх драйверів системи, програмного забезпечення та мікропрограмного забезпечення .
16 квітня 2012 року Microsoft оголосила, що Windows на ARM буде офіційно маркована як Windows RT. Microsoft явно не вказала, на що йдеться «RT» у назві операційної системи, але вважалося, що вона посилається на архітектуру WinRT. Стівен Синофський заявив, що Microsoft забезпечить, щоб відмінності між Windows RT та 8 були належним чином вирішені в рекламі.
17 жовтня 2013 року в магазині Windows було випущено Windows 8.1, оновлення для Windows 8 та RT, що містить ряд удосконалень інтерфейсу та функціональності операційної системи. Для пристроїв Windows RT оновлення також додає Outlook до включеного пакету Office RT. Microsoft тимчасово відкликала оновлення Microsoft незабаром після його випуску, після повідомлення про те, що деякі користувачі Surface стикалися з рідкісною помилкою, яка пошкодила дані конфігурації завантаження пристрою під час встановлення, що призвело до помилки при запуску. 21 жовтня 2013 року Microsoft випустила носій для відновлення та інструкції, які можна було використати для відновлення пристрою та доступу до Windows 8.1 наступного дня.

## Відмінності від Windows 8
Хоча Windows RT функціонує як аналог Windows 8, все ж є деякі помітні відмінності, в першу чергу пов'язані із сумісністю програмного забезпечення та обладнання. Джулі Ларсон-Грін, тодішній виконавчий віце-президент групи Devices and Studios в Microsoft, пояснила: "Windows RT був розроблений, щоб забезпечити «закрите» під ключ «користувацьке забезпечення», де користувач не має всіх можливостей Windows, однак він має переваги, отримуючи безкоштовний Office. Тож ви можете дати його навіть дитині, адже він не завантажить її випадковою купою панелей інструментів з Internet Explorer — він просто не здатний зробити це дизайном ".

### Включене програмне забезпечення
Windows RT не включає програвач Windows Media Player на користь інших мультимедійних додатків, знайдених у магазині Windows.
Усі пристрої Windows RT включають в себе Office 2013 Home &amp; Student RT — версію Microsoft Office, оптимізовану для систем ARM. Оскільки версія Office RT, включена на пристрої Windows RT, базується на версії Home & Student, вона не може бути використана для «комерційних, некомерційних або прибуткових дій», якщо організація не має томової ліцензії на Office 2013 або користувача має підписки на Office 365 з правами комерційного використання. Для сумісності та безпеки певні розширені функції, такі як макроси Visual Basic, в Office RT недоступні.
Windows RT також включає систему шифрування пристроїв на базі BitLocker, яка пасивно шифрує дані користувача, як тільки вони входять в обліковий запис Microsoft.

### Сумісність програмного забезпечення
Через різну архітектуру пристроїв на основі ARM порівняно з пристроями x86, Windows RT має обмеження щодо сумісності програмного забезпечення. Хоча операційна система все ще забезпечує традиційне середовище робочого столу Windows, поряд із сенсорним орієнтованим інтерфейсом Windows 8, єдині настільні додатки, офіційно підтримувані Windows RT, — це ті, які постачаються разом із самою операційною системою; наприклад, Провідник файлів, Internet Explorer та Office RT. Користувачі на пристроях Windows RT можуть встановлювати лише додатки Windows Store; вони повинні бути отримані в магазині Windows або завантажені в корпоративних середовищах. Розробники не можуть портувати настільні додатки для роботи на Windows RT, оскільки розробники Microsoft вважають, що вони не будуть належним чином оптимізовані для платформи. Як наслідок, Windows RT також не підтримує веббраузери з увімкненим новим досвідом: спеціальний клас додатків, що використовується в Windows 8, який дозволяє веббраузерам поєднувати варіанти, які можуть працювати в Windows RT «інтерфейс користувача сучасного стилю» та інтегруватися з іншими програмами, але все ще використовувати код Win32, як настільні програми.

### Користувацький інтерфейс
Після встановлення оновлення KB3033055 для Windows RT 8.1, меню «Пуск» на робочому столі стає доступним як альтернатива екрану «Пуск». Він розділений на дві колонки, одна присвячена останнім і закріпленим програмам, а одна присвячена живим плиткам. Він схожий на, але не ідентичний версії Windows 10.

### Підтримка життєвого циклу
Основна підтримка була припинена 9 січня 2018 року. В 2021 році, Microsoft оголосила, що більше не підтримуватиме Windows RT після 10 січня 2023 року. Оригінальний планшет Surface підпадав під політику підтримки Microsoft щодо споживчого обладнання та отримував підтримку в основному до 11 квітня 2017 року.

## Прилади

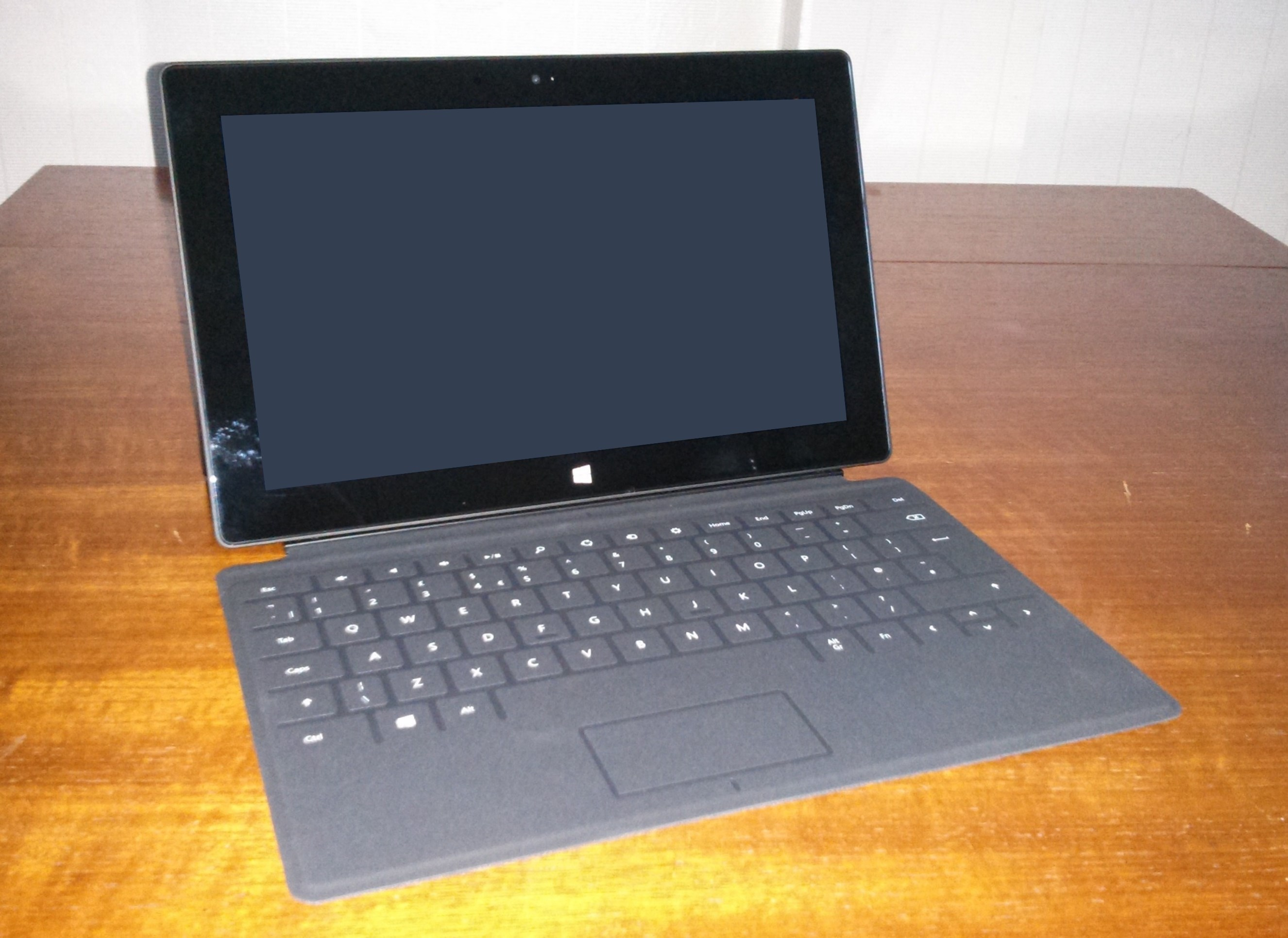
Microsoft Surface був створений як пристрій сторонніх пристроїв для Windows RT.

Microsoft наклала жорсткий контроль над розробкою та виробництвом пристроїв Windows RT: вони були розроблені у співпраці з компанією та побудовані до суворих конструкторських та технічних характеристик, включаючи вимоги використовувати лише «затверджені» моделі певних компонентів. Для забезпечення якості обладнання та контролю кількості пристроїв, випущених після запуску, трьом виробникам мікросхем ARM було дозволено співпрацювати до двох виробників ПК для розробки першої «хвилі» пристроїв Windows RT в програмі розвитку Microsoft. Qualcomm співпрацював із Samsung та HP, Nvidia з Asus та Lenovo, а Texas Instruments - з Toshiba. Крім того, Microsoft співпрацює з Nvidia для виробництва Surface (заднім числом перейменованого на «Surface RT») — перший обчислювальний пристрій на базі Windows, який безпосередньо виробляється та продається Microsoft. Windows RT була розроблена для підтримки мікросхем, що відповідають архітектурі ARMv7, 32-бітній процесорній платформі. Незабаром після першого випуску Windows RT, ARM Holdings виявила, що співпрацює з Microsoft та іншими програмними партнерами над підтримкою нової архітектури ARMv8-A, яка включає в себе новий 64-бітний варіант, під час підготовки до майбутніх пристроїв.
Під час розробки Windows RT кілька програмних партнерів вийшли з програми, першими були Toshiba і Texas Instruments. Пізніше TI оголосив, що витягує із споживчого ринку ARM-систему на мікросхемах, щоб зосередитися на вбудованих системах HP також вийшла з програми, вважаючи, що планшети на базі Intel більш підходять для використання в бізнесі, ніж ARM. HP замінили Dell як альтернативного партнера Qualcomm. Acer також мав намір випустити пристрій Windows RT поряд із продуктами на базі Windows 8, але спочатку вирішив відкласти його до другого кварталу 2013 року у відповідь на змішану реакцію на поверхню. Представлення розробленого Microsoft планшета здивувало Acer, викликаючи занепокоєння, що Surface може залишити «величезний негативний вплив на екосистему Windows та інші бренди».

### Пристрої першого покоління
Перша хвиля пристроїв Windows RT включала:
- Microsoft Surface (випущено 26 жовтня 2012 року, одночасно із загальною доступністю Windows 8)[39]
- Asus VivoTab RT (вийшов 26 жовтня 2012 р.)[40][41]
- Dell XPS 10 (випущений грудень 2012; припинено 25 вересня 2013 р.)[32][42][43]
- Lenovo IdeaPad Yoga 11 (вийшов грудень 2012)[44]
- Вкладка Samsung Ativ (випущена у Великій Британії 14 грудня 2012 року; американські та німецькі випуски скасовані)[45][46][47][48]

Після запланованого виробництва пристрою Windows RT, близького до запуску, президент Acer Джим Вонг згодом зазначив, що в поточній версії операційної системи «немає значення», і перегляне свої плани щодо майбутніх продуктів Windows RT, коли Windows 8.1 оновлення було випущено. 9 серпня 2013 року компанія Asus оголосила, що більше не випускатиме жодної продукції Windows RT; голова Джонні Ши висловив незадоволення ринковими показниками Windows RT, вважаючи це «не дуже перспективним». Під час представлення своїх планшетів Venue на базі Android та Windows 8 у жовтні 2013 року віце-президент Dell Ніл Хенд заявив, що компанія не планує виробляти оновлену версію XPS 10.

### Пристрої другого покоління
У вересні 2013 року генеральний директор Nvidia Джен-Хсун Хуанг заявив, що компанія «дуже наполегливо працює» з Microsoft над розробкою другого перегляду Surface. Планшет Microsoft Surface 2, що працює на чотириядерній платформі Tegra 4 Nvidia і має такий же повноекранний дисплей, як і Surface Pro 2, був офіційно оприлюднений 23 вересня 2013 року, а випущений 22 жовтня 2013 року після Windows 8.1 загальна наявність на попередньому тижні. Того ж дня, коли відбувся реліз Surface 2, Nokia (щойно було оголошено про придбання Microsoft мобільного бізнесу, але ще не завершено) представила Lumia 2520, планшет Windows RT з процесором Qualcomm Snapdragon 800, 4G LTE, та дизайн, подібний до лінійки продуктів Windows Phone. Наступного року була доступна LT-версія версії Surface 2.
У січні 2015 року, після продажу акцій в Інтернет- магазині Microsoft, Microsoft підтвердила, що припинила подальше виробництво Surface 2, щоб зосередитись на продуктах Surface Pro. Наступного місяця Microsoft закінчила виробництво Lumia 2520, припинивши активне виробництво пристроїв Windows RT після трохи більше двох років загальної доступності.

### Скасовані пристрої
Microsoft спочатку розробила «міні» версію свого планшета Surface і планувала представити його разом з Surface Pro 3 у травні 2014 року; повідомлення було скасовано в останню хвилину. Зображення продукту просочилися в червні 2017 року, виявивши специфікації, такі як Qualcomm Snapdragon 800, 8-дюймовий дисплей та підтримка поверхневої ручки замість клавіатури.
У липні 2016 року було випущено зображення із кількістю скасованих пристроїв Lumia, що брендували Nokia, із зображенням прототипу другого планшета Nokia, відомого як Lumia 2020. Деталі, розкриті у вересні 2017 року, показали, що продукт має 8,3-дюймовий дисплей та такий самий чип Snapdragon 800, як у планшета Surface «mini».

## Сприйняття
Запуск пристроїв Windows RT отримав неоднозначні відгуки після їх виходу. В огляді Asus VivoTab RT від PC Advisor, Windows RT отримав похвалу за те, що вона є мобільною операційною системою, яка все ще пропонує деякі зручності ПК, наприклад, повнофункціональний файловий менеджер, але зазначила його відсутність сумісності з існуючим програмним забезпеченням Windows, і що у нього не було належного медіаплеєра, окрім "безсоромного, прямолінійного каналу до Xbox Music ". AnandTech вважає, що Windows RT є першою «законно корисною» мобільною операційною системою, завдяки частково багатозадачній системі, пакетним програмам Office, безперебійній роботі інтерфейсу та «гідній» підтримці для широкого спектра USB- пристроїв порівняно з іншими операційними системами на архітектура ARM Однак ОС була налаштована на повільний час запуску додатків порівняно з недавнім iPad та непомітну підтримку драйверів для принтерів. Також було відзначено невелику кількість «якісних» додатків, доступних при запуску, але вони вважалися проблемою, якщо припустити, що екосистема додатків «значно розшириться, якщо якимось чином не припинять купувати системи на базі Windows 26 жовтня».
Прийом попереднього випуску RT 8.1 був змішаним; і ExtremeTech, і TechRadar позитивно оцінили вдосконалення інтерфейсу, орієнтованого на планшетний ПК, а також додавання Outlook; TechRadar ' Ден Грабхам вважав, що включення Outlook, було важливо, тому що «ніхто при здоровому глузді не буде намагатися і ручка робота електронної пошти всередині стандартної пошти додатки-це просто не впоратися з цим завданням.» Однак обидва досвідчені проблеми з роботою під час запуску бета-версії на поверхні Tegra 3 ; ExtremeTech зробив висновок, що «як і раніше, ми все ще не впевнені, чому б ви коли-небудь вирішили придбати планшет Windows RT, якщо є такі пристрої x86 з аналогічною ціною, як Atom, що працюють з повною версією Windows 8.»

### Релевантність та реакція на ринку
Необхідність продавати сумісну з ARM версію Windows поставила під сумнів аналітики через останні події в галузі ПК; і Intel, і AMD представили системи на основі чип-систем на базі x86 для Windows 8, Atom «Clover Trail» і AMD APU («Temash») відповідно у відповідь на посилення конкуренції з боку ліцензіатів ARM. Зокрема, Intel заявляла, що планшети на основі Clover Trail можуть забезпечити тривалість роботи акумулятора в порівнянні з тривалістю пристроїв ARM; у тесті PC World, було показано, що на смартфоні Ativ Smart Ativ Smart, що базується на Samsung, термін служби акумулятора перевищує термін роботи на основі ARM. Пітер Брайт з Ars Technica стверджував, що Windows RT не має чітких цілей, оскільки енергетична перевага пристроїв на основі ARM «ніде не була настільки чіткою, як це було два роки тому», і що користувачам краще купувати Office 2013 самостійно через вилучені функції та ліцензійні обмеження Office RT.
Windows RT також зустрічалася з несприйняттям її виробниками; у червні 2012 року Hewlett-Packard скасував свої плани випустити планшет Windows RT, заявивши, що його клієнти вважають, що планшети на базі Intel є більш підходящими для використання в ділових умовах. У січні 2013 року Samsung скасувала американський випуск свого планшетного ПК Windows RT, Ativ Tab, посилаючись на незрозуміле розташування операційної системи, «скромний» попит на пристрої Windows RT, а також зусилля та інвестиції, необхідні для навчання споживачів щодо відмінностей між Windows 8 та RT як причини переїзду. Майк Абарі, старший віце-президент корпорації Samsung із ПК на ПК та планшетних ПК в США, також заявив, що компанія не змогла побудувати вкладку Ativ Tab для досягнення цільової цінової точки, вважаючи, що нижча вартість повинна була бути точкою продажу для пристроїв Windows RT. Генеральний директор Nvidia Jen-Hsun Huang висловив розчарування щодо ринкової продуктивності Windows RT, але закликав Microsoft продовжувати збільшувати свою концентрацію на платформі ARM. Хуан також прокоментував виключення програми Outlook з пакету Office 2013, включеного на пристрій, і запропонував Microsoft поставити програмне забезпечення також для RT (у відповідь на вимоги громадськості, Microsoft оголосила про включення Outlook до майбутніх версій Windows RT у червні 2013 року). У травні 2013 року з'явилися повідомлення про те, що HTC відмінила плани на виробництво 12-дюймового планшета Windows RT, оскільки для виробництва це буде коштувати занадто багато, а попит існує на менші пристрої.
Низький попит призвів до зниження цін на різні продукти Windows RT; в квітні 2013 року ціна компанії Dell XPS 10 впала з US $ 450 до US $ 300, а Microsoft почала пропонувати безкоштовні обкладинки для своєї Surface. Microsoft також повідомляє, що знизила вартість ліцензій на Windows RT для пристроїв з меншими екранами, сподіваючись, що це може викликати інтерес до платформи. У липні 2013 року Microsoft знизила ціну на Surface першого покоління у всьому світі на 30 %, а його американська ціна впала до 350 доларів. Водночас Microsoft повідомила про збитки в 900 мільйонів доларів США через нестабільний продаж пристрою. У серпні 2013 року Dell мовчки вилучив можливість придбати XPS 10 у свого інтернет-магазину без док-клавіатури (піднявши ціну назад до 479 доларів США) і повністю вилучив пристрій у вересні 2013 року. Знижка Microsoft на планшет Surface призвела до незначного збільшення частки ринку пристрою; в кінці серпня 2013 року дані використання рекламної мережі AdDuplex (яка надає рекламні послуги в додатках Windows Store) виявили, що використання Surface збільшилося з 6,2 до 9,8 %.

### Обмеження сумісності
На відміну від Windows 8 (де цю функцію потрібно було включити за замовчуванням на пристроях OEM), Microsoft вимагає, щоб усі пристрої Windows RT постійно підтримували UEFI Secure Boot, не дозволяючи запускати на них альтернативні операційні системи. Том Уоррен з The Verge заявив, що він вважає за краще Microsoft «дотримуватися послідовного підходу в ARM та x86, хоча не в останню чергу через кількість користувачів, які хотіли б запускати Android поряд із Windows 8 на своїх майбутніх планшетах», але зауважив, що рішення про введення таких обмежень відповідало аналогічним заходам, що застосовуються іншими мобільними операційними системами, включаючи останні пристрої Android та власну мобільну платформу Windows Phone .
Вимога отримати більше програмного забезпечення в Windows RT через Windows Store вважалася схожою за своєю суттю з магазинами додатків на інших «закритих» мобільних платформах; де лише програмне забезпечення, сертифіковане відповідно до вказівок, виданих продавцем (тобто Microsoft) можна поширювати в магазині. Майкрософт також зазнала критики розробниками веббраузера Firefox за те, що ефективно перешкоджає розробці сторонніх веббраузерів для Windows RT (і, таким чином, змушує використовувати власний браузер Internet Explorer), обмежуючи розробку настільних додатків і не надаючи ті самі API та винятки, які доступні в Windows 8 для кодування веббраузерів, які можуть працювати як програми. Однак Європейський Союз у відповідь на скаргу щодо обмежень стосовно антимонопольної справи щодо Microsoft, постановив, що «поки що немає підстав для подальшого розслідування цього конкретного питання». За дорученням ЄС служба BrowserChoice.eu включена у Windows 8.

#### Обмеження експлуатування
У січні 2013 року в ядрі Windows було виявлено використання ескалації привілеїв, яке може дозволяти безпідписаному коду працювати під Windows RT; експлуатація передбачала використання інструменту віддаленого налагодження (надається Microsoft для налагодження програм WinRT на пристроях Windows RT) для виконання коду, який змінює рівень підпису, що зберігається в оперативній пам'яті, щоб дозволити виконувати безпідписаний код (за замовчуванням він встановлюється на рівні що дозволяє виконувати лише код, підписаний Microsoft). Поряд із своїм поясненням щодо експлуатації, розробник також включив особисте звернення до Microsoft із закликом їх зняти обмеження на пристрої Windows RT, стверджуючи, що їх рішення не було з технічних причин та що пристрої були б більш цінними, якби ця функціональність була доступною . У заяві речник Microsoft аплодував цим зусиллям, вказавши, що експлуатація не несе загрози безпеці, оскільки вимагає адміністративного доступу до пристрою, передових методів і все ж вимагатиме перекомпіляції програм для ARM. Однак Microsoft все ще вказала, що експлуатація буде виправлена в майбутньому оновлення.
Невдовзі на розробниках XDA з'явився пакетний інструмент на основі файлів, щоб допомогти користувачам у процесі експлуатації, і почали з'являтися різні перенесені настільні додатки, такі як емулятор Bochs, PuTTY та TightVNC . Згодом з'явився емулятор, відомий як «Win86emu», що дозволяє користувачам запускати програмне забезпечення x86 на безперебійному пристрої Windows RT. Однак він не підтримує всі API-програми Windows і запускає програми повільніше, ніж це було б у рідній системі.

## Належність
У листопаді 2013 року, розповідаючи про Windows RT на Глобальній технологічній конференції UBS, Джулі Ларсон-Грін прокоментувала майбутнє мобільної стратегії Microsoft щодо платформи Windows. Ларсон-Грін заявив, що в майбутньому (облік Windows, Windows RT та Windows Phone) Microsoft «[не] матиме три [мобільні операційні системи].» Доля Windows RT залишилася незрозумілою за її зауваженнями; галузеві аналітики трактували їх як ознаки того, що Microsoft готується скасувати Windows RT через його погане прийняття, а інші припустили, що Microsoft планує об'єднати Windows з Windows Phone. У кінцевому підсумку Microsoft оголосила про свою платформу «Universal Windows Apps» на Build 2014, яка дозволить розробникам створювати програми WinRT для Windows, Windows Phone та Xbox One, які мають спільні кодові бази. Ці ініціативи були доповнені метою Windows 10 об'єднати основну операційну систему Windows на всіх пристроях.
Критики звинуватили Microsoft, щоб скасувати запуск в міні-версії Surface у травні 2014 року, як додатковий знак того, що Microsoft, під керівництвом нового генерального директора Сатья Наделла, та керівника нового пристрою Стівена Елопа (який приєднався до Microsoft після придбання бізнесу мобільних телефонів Nokia у Вересень 2013 року щоб тільки наступний рік вийти з компанії, планував ще більше зменшити рівень Windows RT, враховуючи, що компанія перевела свою увагу на ринок, орієнтований на продуктивність більш високого класу, з Pro 3— той, який був би невідповідним для Windows RT з огляду на його позиціонування та обмеження. Аналітики вважають, що Microsoft планує використовувати своє придбання Nokia на пристроях для майбутніх пристроїв Windows RT, можливо, під брендом Lumia; це врешті-решт виявилося невдачею, і Microsoft врешті-решт залишить споживчий ринок мобільних телефонів продавши свої активи Foxconn та HMD Global у травні 2016 року.
Новіші процесори Intel для мобільних пристроїв були більш конкурентоспроможними порівняно з еквівалентами ARM щодо продуктивності та часу автономної роботи; цей фактор та інші зміни, внесені корпорацією Майкрософт, такі як зняття плати за ліцензію на OEM OEM на пристроях із екранами розміром менше 9 дюймів сприяли створенню ринку планшетів нижчого класу під керуванням повноцінної операційної системи Windows 8 на сумісних з платформами Intel, залишаючи подальшу невизначеність щодо підтримки Microsoft ARM поза смартфонами, однак вони залишаються всюдисущими Такий пристрій з'явився у березні 2015 року, коли Microsoft представила нову модель низького класу Surface — Intel Atom Surface 3 ; На відміну від попередніх низькопробних моделей Surface, Surface 3 не використовував ARM та Windows RT. У червні 2016 року Microsoft оголосила, що виробництво цього пристрою закінчиться до грудня 2016 року. а продажі закінчуються наступного місяця У цьому сегменті не планувалося жодного подальшого пристрою. що сигналізує про відхід компанії від ринку споживчих планшетів низького класу Windows, де експерти постійно дискутують, чи існує для них майбутнє

## Наступники

### Windows 10 вплив
21 січня 2015 р. Microsoft представила Windows 10 Mobile, випуск Windows 10 для смартфонів та планшетів під 8-дюймовими платформами, що працюють на архітектурі ARM; На відміну від RT, який базувався на досвіді користувачів версії для ПК, Windows 10 на цих пристроях є продовженням користувацького досвіду Windows Phone, який підкреслює можливість розробників створювати «універсальні» програми Windows, які можуть працювати на ПК, планшетах, і телефонів, і підтримує лише сучасний інтерфейс та додатки для Windows (хоча на сумісних пристроях обмежений досвід роботи на робочому столі буде доступний при підключенні до зовнішнього дисплея). Після заходу прес-секретар Microsoft заявив, що компанія працює над оновленням Windows RT, яке забезпечить «деяку функціональність Windows 10», але відмовилася пропонувати будь-які інші деталі. Таким чином, Microsoft офіційно не вважає Windows RT підтримуваним шляхом оновлення до Windows 10. Незабаром Microsoft закінчила виробництво як Surface 2, так і Lumia 2520.
Оновлення Windows, KB3033055 «Оновлення для покращення функцій Windows RT 8.1» було випущено 16 вересня 2015 року, додало можливість використовувати версію меню «Пуск» Windows 10, але більше не містить жодних суттєвих змін операційної системи та її функціональності, а також ніякої підтримки додатків Windows 10. Грань охарактеризувала це оновлення як аналогічний Windows Phone 7.8 Якого аналогічно портірованних змін призначених для користувача інтерфейсу від його наступника, без внесення будь — яких інших істотних оновлень для платформи.

### Повернення обмежень ARM та додатків
7 грудня 2016 року Microsoft оголосила, що в рамках партнерства з Qualcomm планує запустити ARM-версію Windows 10 для пристроїв на базі Snapdragon, спочатку зосередившись на ноутбуках. Наступного року Microsoft оголосила про торгову марку Always Connected, яка охоплює пристрої Windows 10 з мобільним зв'язком; На випуску було представлено два ноутбуки Snapdragon 835 з 2-в-1 від Asus та HP, а також інтеграція гігабітного LTE-модему Snapdragon X16 Qualcomm Snapdragon X16 з платформою Ryzen Mobile AMD.
2 травня 2017 року, Microsoft представила Windows 10 S, призначену в першу чергу для низькобюджетних мобільних пристроїв, орієнтованих на ринок освіти (конкуруючий в першу чергу з Google Linux на основі Chrome OS). Подібно до Windows RT, він обмежував установку програмного забезпечення на програми, отримані через Windows Store. Windows 10 S був замінений режимом, в якому виробники можуть поставляти комп'ютери Windows 10, які мають таке ж обмеження, але можуть бути вимкнені користувачем.